# París-Roubaix 1977
La 75.ª edición de la París-Roubaix tuvo lugar el 17 de abril de 1977 y fue ganada en solitario por el belga Roger De Vlaeminck. Gracias a esta cuarta victoria se convirtió en el corredor que más veces ha ganado esta prueba.

## Clasificación final
| Posición | Ciclista            | Equipo                 | Tiempo     |
| -------- | ------------------- | ---------------------- | ---------- |
| 1        | Roger de Vlaeminck  | Brooklyn               | 6h 11' 26" |
| 2        | Willy Teirlinck     | Gitane-Campagnolo      | + 1' 30"   |
| 3        | Freddy Maertens     | Flandria-Velda-Latina  | + 1' 39"   |
| 4        | Ronald de Witte     | Brooklyn               | m. t.      |
| 5        | Piet van Katwijk    | TI-Raleigh             | m. t.      |
| 6        | Jan Raas            | Frisol-Gazelle-Thirion | m. t.      |
| 7        | Willem Peeters      | IJsboerke-Colnago      | m. t.      |
| 8        | Dietrich Thurau     | TI-Raleigh             | m. t.      |
| 9        | Herman Van Springel | IJsboerke-Colnago      | m. t.      |
| 10       | Hennie Kuiper       | TI-Raleigh             | m. t.      |